# Adoxini
Tribu
Adoxini est une tribu de coléoptères de la famille des Chrysomelidae.
Cette tribu a été décrite pour la première fois en 1863 par l'entomologiste britannique Joseph Sugar Baly (1816-1890).

## Liste des genres
Selon ITIS (5 mars 2014) :
- genre Bromius Chevrolat in Dejean, 1836 (dont Bromius obscurus)
- genre Colaspidea Laporte, 1833
- genre Demotina Baly, 1863
- genre Fidia Baly, 1863
- genre Xanthonia Baly, 1863

Selon Paleobiology Database (5 mars 2014) :
- genre Aoriopsis